# Багиров, Арсер Арсенович
Арсер Арсенович Багиров (род. 7 мая 1992) — российский игрок в мини-футбол.

## Биография
С 2010 года выступал за «Мытищи» и молодёжную сборную России по мини-футболу. Летом 2015 года перешёл в клуб «Дина».
В 2017 году пришел в столичный клуб КПРФ и помог добиться главных на данный момент успехов в его истории: дважды выиграть чемпионат России (2019/20, 2022/23), Кубок России (2024/25), стать вице-чемпионом России (2018/19) и взять «бронзу» Лиги чемпионов (2020).
По окончании сезона 2024/25 перешёл в тульский клуб «ТЗМС», выступающий в Высшей лиге.

## Достижения
- Чемпион России (2): 2019/20, 2022/23
- Обладатель Кубка России: 2024/25
- Бронзовый призёр Лиги чемпионов УЕФА: 2019/20